# القانون الخمسون
القانون الخمسون (بالإنجليزية: The 50th Law)‏‏ هو كتاب مُشترك من تأليف روبرت غرين وكورتيس جيمس نشر عام 2009 يتناول الكتاب موضوع الشجاعة ويقدم استراتيجيات للتعامل مع الخوف والتغلب عليه في سبيل الوصول إلى الأهداف وتحقيق النجاح. والكتاب ضمن قائمة أكثر الكتب مبيعًا في نيويورك تايمز.

## نظرة عامة
الفكرة الأساسية للكتاب هي أن الشجاعة ضرورية لتحقيق النجاح. يبدأ الكتاب بالتركيز على فكرة أن معظم مخاوفنا هي مجرد أوهام نصنعها في أدمغتنا وليست حقيقية في الخارج وأن الواقع أقل تهديدًا مما نتخيله. ومع أن سيطرتنا كبشر على الأحداث الخارجية هي سيطرة محدودة لكننا يمكننا التحكم في عقلياتنا وردود أفعالنا تجاه هذه الأحداث. من هذا المنطلق يركز المؤلفان على أهمية الاعتماد على النفس لأن ذلك هو الأساس للشخصية القوية. ويتناول الكتاب كذلك أهمية التميّز والتفرد في عالم اليوم بحيث يقدم الشخص قيمة مميزة للآخرين. كما يشدد على ضرورة الانضباط الذاتي وقوة التحكم في النفس باعتبارها عناصر أساسية للنجاح والسيطرة.
من القضايا التي يعالجها الكتاب هي كيفية الموازنة بين التسامح والقوة. وكذا التأكيد على ضرورة المخاطرة المدروسة للوصول إلى الأهداف ومن ثم النجاح والتفوق.